# Gershon Sirota
Pour les articles homonymes, voir Sirota.
Gershon Sirota (1874-1943) fut un des plus grands chantres juifs (hazzanim) en Europe, connu sous l’appellation du « Caruso juif ».

## Éléments biographiques
Gershon Sirota est né en 1874 en Podolie.

## Carriêre
Au début de sa carrière, Gershon Sirota est chantre à Odessa, en Ukraine.
Puis, pendant huit ans, il est le chantre de la synagogue d'État de Vilna.
Il donne des concerts à travers l'Europe.
De 1907 à 1927, il est le chantre de la célèbre synagogue de Varsovie, en Pologne, située rue Tlomackie.
Il vient à Paris chanter à l'inauguration de la Synagogue de la Rue Pavée,.
En 1935, il devient chantre de la synagogue Nożyk de Varsovie.
Il donne un concert à Carnegie Hall à New York.
Il est un des premiers hazzanim à enregistrer sur disques,,,.

## Le Ghetto de Varsovie
Il décède lors du Soulèvement du ghetto de Varsovie en 1943.